# Bestia
Bestia là một chi rêu trong họ Leucodontaceae.